# Central Midlands Football League
De Central Midlands Football League is een Engelse regionale voetbalcompetitie voor clubs uit de regio's Derbyshire, Lincolnshire, Nottinghamshire en Zuid-Yorkshire.
De competitie bestaat sinds het seizoen 2011/12 uit twee divisies, namelijk Division North en Division South. Beide divisies maken deel uit van het elfde niveau in de Engelse voetbalpiramide, oftewel het zevende niveau van het National League System.
De kampioen van Division North komt, mits die aan bepaalde eisen voldoet, in aanmerking voor promotie naar Division One van de Northern Counties East League. Onder dezelfde voorwaarden mag de kampioen van Division South promoveren naar de East Midlands League.
Vanuit drie competities worden clubs aangeleverd voor de Central Midlands League, namelijk de Doncaster & District Senior League, de Lincolnshire League en de Midlands Regional Alliance.

## Clubs in het seizoen 2014/15
| Division North            |
| ------------------------- |
| Appleby Frodingham        |
| Askern                    |
| Bentley Colliery          |
| Bilsthorpe                |
| Brodsworth Welfare        |
| Clay Cross Town           |
| Dinnington Town           |
| Easington United          |
| Glapwell                  |
| Harworth Colliery         |
| Kinsley Boys              |
| Newark Town               |
| Ollerton Town             |
| Phoenix                   |
| Sherwod Colliery          |
| Thoresby Colliery Welfare |
| Thorne Colliery           |
| Welbeck Welfare           |
| Westella VIP              |

| Division South                  |
| ------------------------------- |
| Belper United                   |
| Blidworth Welfare               |
| Bulwell                         |
| Clifton All Whites              |
| Eastwood                        |
| Harrowby Saints                 |
| Holbrook St. Michaels           |
| Hucknall Rolls Leisure          |
| Hucknall Town                   |
| Linby Colliery Welfare          |
| Mickleover Royal British Legion |
| Mickleover Royals               |
| Pinxton                         |
| Real United                     |
| Southwell City                  |
| Swanwick Pentrich Road          |